# Pietro Calvi (S 503)
Pour les articles homonymes, voir Pietro Calvi (sous-marin).
Ne doit pas être confondu avec le sous-marin Pietro Calvi lancé en 1935 et coulé en 1942.
Le Pietro Calvi (fanion « S 503 ») est un sous-marin italien, de la classe Tritone série II de la Marina Militare en service de 1961 à 1971, reconstruit sur la coque du Bario de la Regia Marina.
Le nom du sous-marin est un hommage à Pietro Calvi (1817-1855), patriote italien, martyr de Belfiore.

## Conception et description
Les sous-marins de la classe Tritone série II est une version améliorée et agrandie de la série I, elle-même conçue comme des versions améliorées de la classe Argo. Ils ont déplacé 928 tonnes en surface et 1 131 tonnes en immersion. Les sous-marins mesuraient 64,19 mètres, avaient une largeur de 6,98 mètres et un tirant d'eau de 4,87 mètres.
Pour la navigation de surface, les sous-marins étaient propulsés par deux moteurs diesel Fiat de 1 200 chevaux (895 kW), chacun entraînant un arbre d'hélice. En immersion, chaque hélice était entraînée par un moteur électrique CRDA de 400 chevaux-vapeur (298 kW). Ils pouvaient atteindre 16 nœuds (30 km/h) en surface et 8 nœuds (15 km/h) sous l'eau. En surface, la classe Tritone avait une portée de 5 400 milles nautiques (10 000 km) à 8 noeuds (15 km/h), en immersion, elle avait une portée de 80 milles nautiques (150 km) à 4 noeuds (7,4 km/h).
Les sous-marins étaient armés de six tubes torpilles internes de 53,3 cm, quatre à l'avant et deux à l'arrière. Une recharge était arrimée pour chaque tube, ce qui leur donnait un total de douze torpilles. Ils étaient également armés d'un canon de pont de 100/47 mm et de deux canons anti-aériens de 20/65 mm pour le combat en surface.

## Construction et mise en service
Le Bario est construit par le chantier naval Cantieri Riuniti dell'Adriatico (CRDA) de Monfalcone en Italie, et mis sur cale le 20 mars 1943. Il est lancé le 11 avril 1943 et est achevé et achevé après la guerre.

## Histoire du service

### Les événements de la guerre
Le sous-marin appartenait à la classe Tritone, parfois aussi appelée classe Flutto, un type de sous-marin construit pendant la Seconde Guerre mondiale pour compenser le manque toujours croissant de sous-marins à employer en Méditerranée. Sa construction a commencé dans les établissements des Cantieri Riuniti dell'Adriatico de Monfalcone le 20 mars 1943 et à l'armistice du 8 septembre, alors qu'il était en construction il a été capturé par les Allemands qui l'ont lancé le 23 janvier 1944 en le rebaptisant UIT-7 mais sa construction n'a jamais été achevée. Le sous-marin a été endommagé lors d'un raid aérien allié sur Monfalcone le 16 mars 1945 et a été coulé par les Allemands le 1er mai suivant. Récupéré au cours du mois de mai 1945, il a été transféré à Tarente et est resté à l'Arsenal jusqu'en 1953.

### Reconstruction
Après la fin de la guerre en 1952, lorsque les clauses du traité de paix (Traité de Paris en 1947) interdisant à l'Italie de posséder des sous-marins ont disparu, et avec l'entrée de l'Italie dans l'OTAN, dans le cadre d'un programme de modernisation navale commencé en 1950, la reconstitution de la composante sous-marine a également été initiée, avec la récupération et la mise en service de deux sous-marins datant de la période de guerre, qui avaient réussi à éviter la démolition, le Giada et le Vortice, avec la mise en service de deux sous-marins déclassés par l'US Navy de la classe Gato, le Leonardo Da Vinci et le Enrico Tazzoli, et avec la récupération et la reconstruction du sous-marin Bario.
Le Bario a été récupéré et remorqué et la reconstruction a commencé en 1953 à Tarente sur le Cantieri navali Tosi. Le sous-marin a été entièrement repensé et reconstruit avec des modifications radicales de la structure de la poupe, un nouveau moteur et un armement différent.
Pendant les travaux, la coque a été allongée, de 64,19 à 65,9 mètres, et la zone de la poupe a été modifiée avec le débarquement des tubes lance-torpilles arrière et la substitution des lignes à deux axes par un axe unique, solution qui sera adoptée également dans les classes suivantes de sous-marins Toti et Sauro, et la fausse tour a été éliminée, remplacée par une voile, solution également adoptée par les sous-marins suivants construits à partir de la fin des années soixante.
La propulsion d'origine a été remplacé par deux moteurs diesel MAN de 1 270 ch accouplés sur un seul essieu, qui ont remplacé les moteurs diesel Fiat d'origine, dont la puissance totale était de 2400 ch; les moteurs électriques CRDA d'origine de 800 ch ont été remplacés par trois moteurs électriques, dont un moteur auxiliaire de 75 ch adopté pour la marche silencieuse et d'attaque. Parmi les modifications apportées, il y a eu l'installation d'un système de snorkel de fabrication américaine pour la navigation sous-marine à quelques mètres sous la surface de l'eau, pour utiliser les moteurs thermiques et recharger les batteries.
Le sous-marin, après avoir été mis à l'eau une seconde fois le 21 juin 1959, a été livré à la Marina Militare le 16 décembre 1961, rebaptisé avant la livraison sous le nom de Pietro Calvi, et a reçu le pavillon de combat le 30 juin 1963 à Cagliari, entrant en service comme unité d'entraînement pour les unités anti-sous-marines stationnées à Augusta.
La devise du sous-marin était au départ "Segnale di guerra e di sterminio" ("Signal de guerre et d'extermination") qui a été remplacée plus tard par "Osa e vinci" ("Oser et vaincre"). Après avoir été utilisé intensivement dans des activités de formation, le sous-marin a été mis hors service en 1971 et radié définitivement le 1er avril 1973.